# هفت (فیلم ۱۹۹۵)
هفت (انگلیسی: Seven اغلب به شیوهٔ نوشتاری Se7en) یک فیلم مهیج جنایی آمریکایی به کارگردانی دیوید فینچر و نویسندگی اندرو کوین واکر است که در سال ۱۹۹۵ منتشر شد. برد پیت، مورگان فریمن، گوئینت پالترو و جان کریستوفر مک‌گینلی در این فیلم به ایفای نقش پرداخته‌اند. داستان این فیلم در شهری بی‌نام و پر از جرم و جنایت جریان دارد و داستان ویلیام سامرست (فریمن) کارآگاه بی‌انگیزه و نزدیک به بازنشستگی و شریک تازه انتقال یافته‌اش دیوید میلز (پیت) را دنبال می‌کند که تلاش می‌کنند یک قاتل زنجیره‌ای را از ارتکاب یک سری قتل‌های مبتنی بر هفت گناه کبیره منع کنند.
واکر، نویسنده‌ای مشتاق، فیلم‌نامه را بر اساس تجربیات خود از نقل مکان از یک محیط حومه شهری به شهر نیویورک طی دوره افزایش جرم و جنایت و اعتیاد به مواد مخدر در اواخر دهه ۱۹۸۰ ایجاد کرد. یک شرکت فیلم‌سازی ایتالیایی فیلم‌نامه او را انتخاب کرد، اما به دلیل مشکلات مالی، حقوق آن به نیو لاین سینما فروخته شد. مدیران استودیو با پایان تاریک فیلم‌نامه مخالف بودند و بر یک نتیجهٔ مناسب و خوش‌بینانه اصرار داشتند. علی‌رغم تلاش‌های آن‌ها، فینچر مشتاق اثبات خود پس از یک ناکامی حرفه‌ای بود که با نخستین فیلمش بیگانه ۳ رقم خورده بود. به اشتباه فیلم‌نامه ابتدایی برای او فرستاده شد و با اطمینان از شایستگی آن، متعهد شد که پروژه را به شرطی که پایان آن دست‌نخورده باقی بماند، کارگردانی کند. فیلمبرداری اصلی بین دسامبر ۱۹۹۴ تا مارس ۱۹۹۵ در لس آنجلس با بودجه ۳۳ تا ۳۴ میلیون دلاری انجام شد.
هفت در نمایش آزمایشی نتیجهٔ متوسطی به دست آورد و به‌دلیل محتوای خشونت‌آمیز و بالغانه، پیش‌بینی نمی‌شد که به خوبی در گیشه عمل کند. با این حال، این فیلم ۳۲۷ میلیون دلار در سراسر جهان فروخت و به یک موفقیت شگفت‌انگیز و هفتمین فیلم پرفروش سال تبدیل شد. نقدهای معاصر عموماً مثبت بودند و اجرای بازیگران اصلی و پایان فیلم مورد تحسین قرار گرفت. هفت به حرفهٔ فینچر جان تازه‌ای بخشید و به پیت کمک کرد تا به جای نقش‌های مبتنی بر ظاهرش، نقش‌های جدی‌تر و دراماتیک‌تر را عهده‌دار شود.
در سال‌های پس از اکران هفت ، نظر عموم در مورد فیلم به سوی مثبت تغییر کرده است. این فیلم بر صنعت فیلم‌سازی تأثیرگذار بوده است و الهام‌بخش بسیاری از تقلیدکنندگانِ زیبایی‌شناسی، سبک، موسیقی و داستان کارآگاهانی است که با روش‌ها و انگیزه‌های متمایز سروکار دارند. تیتراژ فیلم که قاتل را در حال آماده شدن برای اقدامات خود در اواخر فیلم به تصویر می‌کشد، یک نوآوری مهم در طراحی به حساب می‌آید و بر سکانس‌های تیتراژ نیز تأثیر گذاشته است، در حالی که پایان غیرمنتظره فیلم یکی از شوکه‌کننده‌ترین و فراموش‌نشدنی‌ترین پایان‌ها در تاریخ سینما دانسته می‌شود.

## داستان
دیوید میلز (برد پیت)، که به‌تازگی انتقالی گرفته و ویلیام سامرست (مورگان فریمن)، که به‌زودی بازنشسته می‌شود، هر دو کارآگاه‌های جنایی هستند که عمیقاً درگیر پرونده یک قاتل سریالی دگرآزار می‌شوند. قاتلی که قتل‌های خود را به‌دقت بر طبق هفت گناه کبیره طرح‌ریزی کرده است.
سامرست و میلز مجموعه‌ای از قتل‌ها را دنبال می‌کنند: یک مرد چاق بیمارگونه که مجبور به خوردن غذا تا ترکیدن شکمش می‌شود، به نمایندگی از شکم خواری و یک وکیل مدافع جنایی پس از اینکه مجبور شد یک پوند گوشت را از خود جدا کند، به‌عنوان نماینده طمع کشته شدند. سرنخ‌های صحنه‌های قتل آنها را به آپارتمان مظنون هدایت می‌کند، جایی که قربانی سوم، یک فروشنده مواد مخدر و کودک آزاری را می‌بینند که به تخت بسته شده، او که لاغر و به‌سختی زنده است، نشان دهنده تنبلی است. قربانی سوم در وضعیت بحرانی قرار دارد و قادر به پاسخگویی به سؤالات سامرست و میلز نیست. عکس‌های روزانه از قربانی که بیش از یک سال گرفته شده است، نشان می‌دهد که جنایات از قبل برنامه‌ریزی شده بودند.
پس از برقراری دوستی با سامرست، تریسی (همسر میلز) به او می‌گوید که باردار است و هنوز به میلز چیزی نگفته است، زیرا او از شهر ناراضی است و احساس می‌کند جایی برای بزرگ کردن فرزندش نیست. سامرست همدردی می‌کند، زیرا سال‌ها قبل با دوست‌دختر سابقش وضعیت مشابهی داشته است، و به او توصیه می‌کند که فقط در صورتی که قصد دارد کودک را نگه دارد، به میلز بگوید.
کارآگاهان از سوابق کتابخانه برای شناسایی جان دو و ردیابی او تا آپارتمانش استفاده می‌کنند. دو فرار و میلز او را تعقیب می‌کند، در طی آن میلز از پله اضطراری سقوط و بازوی خود را زخمی می‌کند. دو او را گیر انداخته ولی از کشتنش صرف‌نظر می‌کند. این آپارتمان حاوی صدها دفترچه است که نشان‌دهنده روان‌پریشی دو و همچنین سرنخی از قتل دیگری است. کارآگاهان خیلی دیر می‌رسند تا مردی را که توسط دو به زور اسلحه مجبور به کشتن یک فاحشه با تجاوز به او با یک بند تیغه‌ای سفارشی که نشان‌دهنده شهوت است، متوقف کنند. روز بعد، آنها در صحنه پنجمین قربانی حضور می‌یابند، مدلی که صورتش توسط دو مثله شده است. به او این امکان داده شد که کمک بخواهد و با چهره‌ای ناقص زندگی کند یا با مصرف قرص خودکشی کند. او گزینه دوم را که نشان‌دهنده غرور بود، انتخاب کرد.
هنگامی که سامرست و میلز به ایستگاه پلیس بازمی‌گردند، دو به‌طور غیرمنتظره‌ای خود را تسلیم می‌کند، غرق در خونِ یک قربانی ناشناس. دو پیشنهاد می‌کند که به جنایات خود اعتراف کند، اما تنها به شرطی که سامرست و میلز را تا مکانی مخفی همراهی کند که احتمالاً قربانیان حسادت و خشم در آنجا دفن شده‌اند؛ در غیر این‌صورت، او ادعای جنون خواهد کرد. سامرست محتاط است، اما میلز موافق است. در طول رانندگی، دو عدم پشیمانی خود را از جنایات خود ابراز و اعلام می‌کند که قربانیانش مستحق مرگ بودند و خود را شهیدی می‌داند که توسط قدرتی برتر انتخاب شده است تا جهان را از گناه عاری کند. دو همچنین اظهارات رمزآلود و تهدیدآمیزی نسبت به میلز می‌کند، که معتقد است دو صرفاً دیوانه است.
دستورهای دو، کارآگاهان را به یک مکان متروک دورافتاده هدایت می‌کند. دقایقی پس از ورود آنها، یک وانت‌بار نزدیک می‌شود. میلز دو را زیر اسلحه نگه می‌دارد در حالی که سامرست می‌رود تا راننده را رهگیری کند. او می‌گوید که دستور دارد تا جعبه‌ای را به مختصات آنها برساند. سامرست جعبه را باز می‌کند و با وحشت ناگهانی به میلز می‌گوید که عقب بماند. دو فاش می‌کند که خودش معرّف گناه حسادت است، همان‌طور که به زندگی میلز با تریسی حسادت می‌کرد؛ پس نتیجه می‌گیریم که جعبه، حاوی سر بریده تریسی است. او به میلز می‌گوید که تریسی برای زندگی او و فرزند متولد نشده‌اش التماس می‌کند و وقتی متوجه می‌شود که میلز از بارداری تریسی بی‌خبر بوده با تعجب و خوشحالی واکنش نشان می‌دهد. باوجود هشدارهای سامرست، میلز خشمگین، به دو شلیک و نقشه او را کامل می‌کند. سامرست و کاپیتان پلیس میلز را به اداره پلیس می‌برند. وقتی کاپیتان از او می‌پرسد که کجا خواهد بود؟ سامرست می‌گوید که او همان دور و برخواهد بود، به این معنی که بازنشسته نمی‌شود. سامرست در پایان فیلم می‌گوید: «ارنست همینگوی زمانی نوشت: دنیا جای خوبی است و ارزش جنگیدن را دارد. من با قسمت دوم موافقم.»

## بازیگران
- برد پیت در نقش کارآگاه دیوید میلز
- مورگان فریمن در نقش کارآگاه ستوان ویلیام سامرست
- کوین اسپیسی در نقش جان دوو
- گوینت پالترو در نقش تریسی میلز
- آر. لی ارمی در نقش کاپیتان پلیس
- جان سی. مک‌گینلی در نقش سرگروه سوات کالیفرنیا
- ریچارد راندتری در نقش بازپرس بخش قضایی مارتین تالبوت
- ریچارد شیف در نقش مارک سوار
- جولی ارسکوگ در نقش خانم گولد
- مارک بون جونیور در نقش مأمور خبرچین اف‌بی‌آی
- جان کاسینی در نقش افسر دیویس
- رج ای. کدی در نقش پزشک قانونی
- پیتر کرومبی در نقش دکتر اونیل
- هوثورن جیمز در نقش جورج
- مایکل مسی در نقش مرد در غرفه سالن ماساژ
- لیلند اورسر در نقش مرد دیوانه در سالن ماساژ
- ریچارد پورتناو در نقش دکتر بیردزلی
- دانیل زاکاپا در نقش کاراگاه تیلور
- آلفونزو فریمن در نقش تکنیسین اثرانگشت
- هریس سویدس در نقش اپراتور ۹۱۱
- اندرو کوین واکر در نقش مرد مرده
- ریچموند آرکت در نقش مرد پستچی

## تولید

### پیش‌تولید
جرقه اولیه فیلم‌نامه این فیلم، از مدت زمانی می‌آید که اندرو کوین واکر در شهر نیویورک سپری کرد تا این که به عنوان فیلم‌نامه‌نویس آن را به رشته تحریر درآورد. «من از زمانی که در نیویورک می‌گذراندم دل خوشی نداشتم؛ اما حقیقت این است که اگر من در آن‌جا زندگی نمی‌کردم احتمالاً فیلم‌نامه هفت را هم نمی‌نوشتم.» او ویلیام هرت (بازیگر) را در نقش سامرست تصور کرده بود و نام شخصیت آن را هم از نویسنده مورد علاقه‌اش دبلیو. سامرست موام وام گرفت.
در مقطعی جرمیا اس. چچیک برای کارگردانی به گروه تولید پیوسته بود. در طول فرایند پیش‌تولید، آل پاچینو برای بازی در نقش سامرست در نظر گرفته شده بود؛ اما او تصمیم گرفت در فیلم تالار شهر بازی کند. دنزل واشینگتن و سیلوستر استالون برای ایفای نقش میلز رد شدند.
پایان فیلم‌نامه -با سری بریده که در بسته قرار دارد- در اصل بخشی از پیش‌نویس‌های اولیه‌ای بود که استودیوی نیولاین رد کرده بود. استودیو به جای آن، پایانی را پیشنهاد کرده بود که عناصر متعارف‌تری از فیلم‌های کارآگاهی – تریلر، توأم با عناصر عملگراتر در آن وارد می‌شد. اما زمانی که استودیو خواست فیلم‌نامه را برای دیوید فینچر بفرستد تا به سهم خود در پروژه، آن را مورد بازبینی قرار دهد؛ اشتباهاً فیلم‌نامه اصلی را - با پایان سر بریده در بسته - برایش فرستادند. در آن زمان، فینچر مدت یک و نیم سال بود که پس از تجربه ناامیدکننده فیلم بیگانه ۳ هیچ فیلم‌نامه‌ای نخوانده بود. او در این باره گفت: «من فکر کردم که ترجیح می‌دهم از سرطان روده بمیرم؛ تا این که فیلم دیگری بسازم». فینچر در نهایت به این خاطر که جذب فیلم‌نامه هفت شده بود؛ با کارگردانی آن موافقت کرد. او فیلم‌نامه را در قالب فیلمی می‌دید که همچون بازی‌های معماییِ «نقطه‌ها را به هم وصل کنید»، پیش‌بینی‌ناپذیر بوده و از عدم‌انسانیت سخن می‌گوید. فیلم‌نامه به لحاظ روانی، سنگین است و مفاهیم بسیاری دربردارد؛ نه دربارهٔ این که چرا انجام دادید؛ بلکه دربارهٔ این که چطور انجام دادید!». او آن را بیشتر «تعمقی در مورد شرّ» می‌یابد؛ تا یک «رویه پلیسی» صِرف.
وقتی که نیولاین به اشتباه خود در ارسال پیش‌نویسِ ارسال شده برای فینچر پی برد؛ مایکل د لوکا، مدیر تولید، با فینچر دیدار کرده و ذکر می‌کند که یک فشار درون سازمانی برای باقی ماندنِ نسخه تجدید نظر شده وجود دارد. دلوکا اظهار می‌کند که در صورتی که فینچر تولید این فیلم را به عهده بگیرد؛ آن‌ها قادر خواهند بود که پایان سر بریده در بسته را باقی نگه دارند. برخلاف این نظر، کاپلسون، تهیه‌کننده، امکان باقی ماندن صحنه سر بریده در بسته را رد کرد. اما براد پیت در میان مشاجره برای حفظ صحنه اصلی، به فینچر ملحق شد و یادآوری کرد که پایان عاطفی فیلم قبلی او، افسانه‌های خزان، بخاطر بازخورد منفی از سوی مخاطبان آزمایشی‌اش، برش خورد؛ و او فقط در صورتی در هفت بازی خواهد کرد که صحنه سر بریده در بسته باقی بماند.

### فیلمبرداری
کار فیلمبرداری در لوس آنجلس، کالیفرنیا انجام گرفت.
فینچر به کار ساخت هفت نظیر یک «ژانر فیلم خُرد، نوعی فیلم که ویلیام فریدکین پس از فیلم جن‌گیر به‌وجود آورده» نزدیک شد. او کار فیلمبرداری را با داریوش خنجی انجام داد و برای فیلمبرداری از یک روش ساده استفاده کرد که از سریال تلویزیونی پلیس‌ها تأثیر گرفته بود. «طوری‌که دوربین در صندلی عقب هم سطح شانه افراد قرار می‌گیرد». فینچر برای بازنویسی‌های سر صحنه، ترتیبی داد که واکر در حین فیلمبرداری در صحنه حاضر شود. بر طبق گفته‌های کارگردان، «هفت اولین باری است که من کارهای مشخصی را در رابطه با دوربین و در مورد این که فیلم چگونه است و چگونه می‌تواند باشد؛ انجام دادم».
خیابان‌های شهریِ شلوغ و مملو از ساکنان پر سر و صدا، و بارانی غم‌افزا که به نظر همیشه و بی‌وقفه در حال بارش است؛ بخشی جدایی‌ناپذیر از این فیلم را تشکیل می‌دهند. فینچر با چنین فضایی، می‌خواست شهری را به نمایش بگذارد: «کثیف، خشن، آلوده، اغلب افسرده. به لحاظ بصری و سبکی، می‌خواستیم این جهان را اینطور تصویر کنیم. همه‌چیز لازم بود تا جای ممکن حقیقی و بی‌روح می‌شد». فینچر برای رسیدن به این هدف، به طراح تولید، آرتور مکس روی برد تا جهان ملالت‌انگیزی خلق کند که به‌طور وهمناکی، آینه تمام‌نمای ساکنانش باشد. مکس در این باره می‌گوید: «محیطی را به‌وجود آوردیم که انحطاط و زوال اخلاقی مردمانی را که در آن زندگی می‌کنند؛ منعکس کند. همه‌چیز در حال فروپاشیدن است و کاری به درستی انجام نمی‌گیرد». ظاهر تاریک و تعمق‌برانگیز فیلم از یک فرایند شیمیایی به نام «انصراف از نقره‌شویی» به دست آمد؛ که طی آن، نقره موجود در حلقه فیلم برداشته نشد. در نتیجه، تصاویر تاریک و سایه‌مانندِ درون فیلم، عمق پیدا کرده و کیفیت رنگی آن، به‌طور کلی افزایش یافت.
پایان سر بریده در بسته، پس از اتمام فیلمبرداری نیز، همچنان تداوم نگرانی استودیو را به همراه داشت. پس از نمایش نسخه اولیه فیلم برای استودیو، آن‌ها تلاش کردند که با جایگزین کردن سر بریده همسر میلز با سر یک سگ، یا با عدم تیراندازی میلز به جان دوو، از بار ناامیدی پایان فیلم بکاهند. اما فینچر و پیت هر دو به مبارزه برای پایان اولیه ادامه دادند. فیلمبرداری صحنه‌های پایانی مربوط به بردن میلز و نقل قول سامرست از ارنست همینگوی، بعد از پایان فیلمبرداری، و به منظور تسکین خاطر استودیو انجام گرفت (تصمیم اولیه بر این بود که فیلم به‌طور ناگهانی پس از تیراندازی میلز به جان دوو تمام شود).

### تیتراژ شروع
فینچر در خصوص تیتراژ این فیلم گفته است:
 «تیتراژ Se7en عناصر غیرروایی خیلی مهمی داشت؛ در فیلم‌نامه اصلی، تیتراژ به این صورت بود که مورگان فریمن خونه‌ای در وسط ناکجاآباد می‌خرید و بعد با قطار برمی‌گشت. او مسیر برگشت خودش رو از منطقه‌ای بی‌نام در حومه و به شهری بی‌نام طی می‌کرد و اونجا بود که قرار بود تیتراژ قرار بگیره – درج تیتراژ در اینجا - اما ما پولی برای این کار نداشتیم. همچنین حضور جان دوو، شخصیت شرور فیلم، که فقط ۹ دقیقه در فیلم ظاهر می‌شد؛ در اون احساس نمی‌شد. این موضوع به طرز عجیبی گیج‌کننده بود، به حسی نیاز بود که نمایانگر تقابل این افراد باشه. کایل کوپر، طراح تیتراژ شروع، اومد پیش من و گفت، «می‌دونی، تو این کتاب‌های فوق‌العاده رو داری که ده‌ها هزار دلار بابتشون هزینه کردی تا با اون‌ها اموال داخلی خونه جان دوو رو شکل بدی. من مایلم روی اون‌ها مانور بدم.» و من گفتم، «خب، این خیلی خوبه، اما چنین سکانسی یه نگاه گذرا و دو بعدی رو ارائه می‌ده. یه راهی پیدا کن که از طریق اون، جان دوو رو وارد کنی تا به این وسیله نشون بدی که جایی در وسط شهر، کسی داره روی امور بسیار شرورانه‌ای کار می‌کنه. نمی‌خوام صرفاً حرکت کردن میون صفحات کتاب‌ها رو داشته باشیم.» به این ترتیب بود که کایل به همراه یه استوری‌برد عالی اومد و بعد ما از انگس وال برای تدوین و هریس سویدس برای فیلمبرداری کمک گرفتیم و باقی ماجرا همان‌طور که اون‌ها می‌گن، پیشینه اینترنته.»

## استقبال

### گیشه
فیلم هفت در تاریخ ۲ سپتامبر ۱۹۹۵ در ۲۴۴۱ سالن به نمایش درآمد و در هفته نخست نمایش به میزان ۱۳٫۹ میلیون دلار آمریکا فروش داشت. میزان فروش در آمریکای شمالی تا مرز ۱۰۰٫۱ میلیون دلار و در سایر کشورها تا مرز ۲۲۷٫۱ میلیون دلار بالا رفت و با فروش مجموعاً ۳۲۷٫۳ میلیون دلاری، جایگاه هفتمین فیلم پرفروش در سال ۱۹۹۵ را به خود اختصاص داد. این فیلم همچنین به مدت ۴ هفته متوالی در صدر جدول فروش آمریکا در سال ۱۹۹۵ قرار داشت.

### واکنش‌های انتقادی
فیلم در نظر منتقدان مورد توجه واقع شد و در سایت نقد فیلم راتن تومیتوز، بر مبنای ۶۷ نقد با امتیاز میانگین ۷٫۶ از ۱۰، ۷۹٪ ارزیابی مثبت کسب کرد و نقدهای مورد اجماع دربارهٔ آن چنین بود: یک فیلم خشن، به‌طور مداوم سیاه و تکان‌دهنده با اجراهای تأثیرگذار، جلوه‌های خونین ملایم و یک پایان فراموش نشدنی. فیلم در وبسایت متاکریتیک بر مبنای ۲۲ نقد امتیاز ۶۵ را دریافت کرد.
گری آرنولد، در روزنامه واشینگتن تایمز، بازیگران را مورد ستایش قرار داد: «برگ برنده فیلم، جذبه شخصیِ حاصل شده از آقای فریمن به عنوان یک پلیس پخته و منطقی؛ و آقای پیت به عنوان یک پلیس جوان و خودرأی است. این تضاد به تنهایی الهام‌بخش یا پذیرفتنی نیست. آنچه که چنین تضادی را برای شما الهام‌بخش و پذیرفتنی می‌کند؛ مهارت این دو ستاره در تکمیل خصوصیات کلی و سطحی این شخصیت‌ها است». شیلا جانسون در نقدی که در روزنامه ایندیپندنت منتشر شد اجرای فریمن را تحسین کرد: «این فیلم به فریمن تعلق دارد و آن تصویر آرام و ظریف از مرد مسن و خسته‌ای، که می‌آموزد از مبارزه دست برندارد». جان راتال در نقد خود برای مجله فیلم سایت‌اندساوند نوشت: «از زمان فیلم اضمحلال جورج اسلویزر تا به حال، هفت هولناک‌ترین پایان را دارد… و از زمان فیلم شکارچی انسان تاکنون پیچیده‌ترین و مشوش‌کننده‌ترین فیلم در ژانر قتل‌های زنجیره‌ای است». راجر ایبرت، منتقد فیلم، در فهرست Great Movies خود در خصوص کارگردانی فینچر چنین اظهار نظر کرده است: «هیچ‌یک از فیلم‌های او تاریک‌تر از این فیلم نیست.»

### تحسین‌ها
استودیوی نیولاین سینما در اقدامی به منظور کسب نامزدی جایزه اسکار برای فریمن، پیت و فینچر، فیلم هفت را مجدداً در روز کریسمس در وست‌وود، لس‌آنجلس و کالیفرنیا و در روز ۲۹ دسامبر ۱۹۹۵ در شهر نیویورک منتشر کرد؛ که در نهایت ناکام ماند.

## فهرست بنیاد فیلم آمریکا
- جایزه ۱۰۰ سال… ۱۰۰ تریل بنیاد فیلم آمریکا – نامزد
- جایزه ۱۰۰ سال… ۱۰۰ قهرمان و شرور بنیاد فیلم آمریکا
  - جان دوو – نامزد شرور
- ۱۰ فیلم برتر در ۱۰ ژانر بنیاد فیلم آمریکا – نامزد فیلم رازآلود

| سال  | مراسم                  | گروه                            | دریافت‌کننده             | نتیجه    |
| ---- | ---------------------- | ------------------------------- | ----------------------- | -------- |
| ۱۹۹۵ | ۶۸مین دوره اسکار       | بهترین تدوین فیلم               | ریچارد فرانسیس‌بروس      | نامزدشده |
| ۱۹۹۵ | ۴۹مین دوره بفتا        | بهترین فیلم‌نامه - اصلی          | اندرو کوین واکر         | نامزدشده |
| ۱۹۹۵ | جوایز فیلم ام‌تی‌وی ۱۹۹۶ | بهترین فیلم                     | هفت                     | پیروز    |
| ۱۹۹۵ | جوایز فیلم ام‌تی‌وی ۱۹۹۶ | جذاب‌ترین مرد                    | براد پیت                | پیروز    |
| ۱۹۹۵ | جوایز فیلم ام‌تی‌وی ۱۹۹۶ | بهترین بازی دو نفره بر روی صحنه | براد پیت و مورگان فریمن | نامزدشده |
| ۱۹۹۵ | جوایز فیلم ام‌تی‌وی ۱۹۹۶ | بهترین شخصیت شرور               | کوین اسپیسی             | پیروز    |

## رسانه‌های خانگی
فیلم هفت به منظور انتشار به صورت DVD، ریمستر شده و در قالب صفحه‌عریض -با حفظ نسبت تصویر ۲:۴۰:۱ نسبت به نمایش سینمایی اصلی- ارائه شد. گزینه‌های صوتی فیلم شامل Dolby Digital EX 5.1، DTS ES Discrete 6.1 و Stereo Surround Sound می‌باشند.
لوح DVD فیلم هفت به‌طور اختصاصی چهار مکالمه صوتی تازه ضبط شده نیز دربردارد که در آن‌ها ستاره‌ها و دیگر اعضای کلیدی فیلم در مورد تجربه‌هایشان در طی ساخت فیلم صحبت می‌کنند.
این DVD با درایوهای DVD-ROM نیز سازگار بوده و لوح نخست، فیلم‌نامه قابل چاپ فیلم را به همراه پیوندهایی به خود فیلم دربردارد. لوح Blu-ray این فیلم در تاریخ ۱۴ سپتامبر ۲۰۱۰ منتشر شد.

## دنباله
در سال ۲۰۰۲، کمپانی نیو لاین سینما دنباله‌ای به نام Ei8ht را پیشنهاد کرد که بر اساس فیلمنامه‌ای با مشخصات تغییر کاربری داده شده با عنوان تسلی خاطر اثر تد گریفین دربارهٔ یک قاتل زنجیره‌ای روانی است که توسط یک کارآگاه روانی مشابه، سامرست تعقیب می‌شود. این ایده پس از اینکه بازیگران و خدمه اصلی Seven، از جمله فریمن و پیت، هیچ تمایلی برای بازگشت برای یک دنباله ابراز نکردند، کنار گذاشته شد.

## رمان‌نگاری و کتاب‌های مصور
در سال ۱۹۹۵، رمانی بر اساس فیلم اصلی و با همان عنوان توسط آنتونی برونو نوشته شد.
در حد فاصل سپتامبر ۲۰۰۶ و اکتبر ۲۰۰۷، یک نشریه مصور هفت شماره‌ای از انتشارات Zenescope Entertainment منتشر شد که هر شماره آن به یکی از هفت گناه اختصاص داشت. در آن نشریه به جای این که همانند فیلم، ماجرا از زاویه دید دو کارآگاه جنایی نقل شود؛ از زاویه دید جان دوو نقل می‌شد. هر شماره از نشریه با همکاری گروهی مستقل از سازندگان تولید می‌شد. در ۱۵ ژانویه ۲۰۰۸ هر هفت شماره این نشریه به صورت یک کتاب مصور واحد با عنوان SE7EN و ویراستاری دیوید سایدمن و رالف تدسکو منتشر شد.

## موسیقی
موسیقی تیتراژ شروع، ریمیکسی از ترانه Closer از گروه راک Nine Inch Nails است که با عنوان اصلی (Closer (Precursor موجود بوده و توسط گروه Coil با عنوان Closer ریمیکس شده است. موسیقی تیتراژ پایانی، ترانه‌ای از David Bowie از آلبوم Outside با نام The Hearts Filthy Lesson است. موسیقی متن فیلم توسط هاوارد شور ساخته شده است.
1. آهنگ In the Beginning – گروه The Statler Brothers
2. آهنگ Guilty – گروه Gravity Kills
3. آهنگ Trouble Man – با صدای ماروین گی
4. آهنگ Speaking of Happiness – با صدای گلوریا لن – نوشته شده توسط بادی اسکات و جیمی رادکلیف
5. آهنگ Suite No. 3 in D Major و BWV 1068 Air – نوشته شده توسط یوهان سباستین باخ، اجرا شده توسط اشتوتگارتر کامرارکستر/ کارل مونشینگر
6. آهنگ Love Plus One – گروه Haircut One Hundred
7. آهنگ Haircut One Hundred – بیلی هالیدی
8. آهنگ Now's the Time – چارلی پارکر
9. آهنگ Straight, No Chaser – تلونیس مونک
10. آهنگ Portrait of John Doe – هاوارد شور
11. آهنگ Suite from Seven – هاوارد شور